# Cold Overton
Cold Overton – wieś w Anglii, w Leicestershire. Leży 10,6 km od miasta Melton Mowbray, 23,2 km od miasta Leicester i 138,9 km od Londynu. W 1931 roku civil parish liczyła 133 mieszkańców. Cold Overton jest wspomniana w Domesday Book (1086) jako Ovretone.